# شاهران (مقاطعة تشرداول)
شاهران (بالفارسية: شاهران) هي قرية تقع في قسم زردلان الريفي (مقاطعة تشرداول) في إيران. يقدر عدد سكانها بـ 117 نسمة بحسب إحصاء 2016.